# Jonas Winterhalter
Jonas Winterhalter (* 14. September 1985 in Freiburg im Breisgau) ist ein deutscher Jazzmusiker (Trompete, Komposition und Orchesterleiter).
Winterhalter war bereits im Grundschulalter von der Trompete fasziniert; er begann im Alter von zehn Jahren mit einem stilistisch sehr breiten Unterricht auf dem Instrument. Er wurde Mitglied der Schulbigband und anderer Ensembles. Der amerikanische Jazztrompeter Gary Barone unterrichtete ihn in Jazz und Improvisation. 2007 begann er sein Instrumentalstudium an der Hochschule für Musik Basel bei Matthieu Michel, Bert Joris und Adrian Mears. In den Jahren 2008 und 2009 wurde er jeweils für das DKSJ All-Star-Projekt ausgewählt und tourte unter der Leitung von Alexander von Schlippenbach bzw. Guillermo Klein. Zusätzlich wurde er im Arrangieren von Lars Lindvall, Guillermo Klein und Bert Joris unterrichtet. 
Wintertaler gründete seine eigene, 19-köpfige Jonas Winterhalter Big Band, mit der er 2017 das Studioalbum Eleven Things to Say bei Neuklang veröffentlichte. Weiterhin arbeitete er im Sarah Chaksad Orchestra, der Lars Lindvall Big Band, der Combo Tree Neye, der Band Neighborship oder Janto’s Oktaeder. 